# Ena Lake, Saskatchewan
Ena Lake är en sjö i Kanada.   Den ligger i provinsen Saskatchewan, i den centrala delen av landet, 2 700 km nordväst om huvudstaden Ottawa. Ena Lake ligger 415 meter över havet.
Trakten runt Ena Lake är nära nog obefolkad, med mindre än två invånare per kvadratkilometer.